# Bonaparte Borgen
Bonaparte Borgen (17. januar 1798 på Bolettesminde i Holbæk – 7. marts 1884 i København) var dansk skolemand og rektor. Han blev født i 1798 på gården Bolettesminde i Holbæk Amt, som søn af landmand Andreas Borgen og dennes hustru Bodil Maren f. Hansen, datter af købmand Hansen i Holbæk. Hans lidt usædvanlige fornavn er vidnesbyrd om datidens Napoleon-begejstring.
Han blev 1815 student fra Borgerdydskolen i København, underviste derefter på begge Borgerdydskolerne, blev 1824 timelærer ved Metropolitanskolen, tog 1825 filologisk embedseksamen, blev 1826 adjunkt og 1830 overlærer ved Metropolitanskolen, 1837 rektor i Randers (se: Randers Statsskole), hvorfra han 1844 forflyttedes til Metropolitanskolen. 1845 blev han titulær professor, 1862 etatsråd. 1871 tog han sin afsked. 
Han var gift med sin kusine Marcine Christine Borgen, datter af hans farbroder, bogholder Marcus Peter Borgen og dennes hustru Inger f. Thulstrup.
Broder til kultusminister Vilhelm August Borgen.